# ラリッサ・フランカ
ラリッサ・フランカ（Larissa França、1982年4月14日 - ）は、ブラジルの女子ビーチバレーボール選手。

## 来歴
エスピリトサント州カショエイロ・ジ・イタペミリン出身。
2003年にサントドミンゴで開催されたパンアメリカン競技大会において、Ana Richa（英語版）とのペアで銅メダルを獲得した。2008年の北京オリンピックにおいては、アナ・パウラ（英語版）とのペアで5位入賞を果たした。
2011年の世界選手権において、ジュリアナ・フェリスベルタ（英語版）とのペアで世界王者のメイトレーナー・ウォルシュ組を打ち破り、世界選手権者に輝いた。2012年のロンドンオリンピックでは、同じくフェリスベルタとのペアで銅メダルを獲得した。
2013年に自ら同性愛者であることをカミングアウトし、同年8月に同僚選手のリリアン・マエストリーニ（英語版）と結婚している。
2023年にバレーボール殿堂入り。